# Arquidiócesis de Camagüey
La arquidiócesis de Camagüey (en latín: Archidioecesis Camagueyensis) es una circunscripción eclesiástica de la Iglesia católica en Cuba. Se trata de una arquidiócesis latina, sede metropolitana de la provincia eclesiástica de Camagüey. Desde el 6 de diciembre de 2016 su arzobispo es Wilfredo Pino Estévez.

## Territorio y organización
La arquidiócesis tiene 18 671 km² y extiende su jurisdicción sobre los fieles católicos de rito latino residentes en la provincia de Camagüey y en los municipios de Amancio y Colombia en la provincia de Las Tunas (que hasta 1976 formaron parte de la provincia de Camagüey).
La sede de la arquidiócesis se encuentra en la ciudad de Camagüey, en donde se halla la Catedral de Nuestra Señora de la Candelaria.
La arquidiócesis tiene como sufragáneas a las diócesis de Ciego de Ávila, Cienfuegos y Santa Clara.
En 2021 en la arquidiócesis existían 15 parroquias.
La arquidiócesis de Camagüey cuenta con el Seminario San Agustín, donde cursan los primeros años los jóvenes que se preparan para sacerdotes.

## Historia
La diócesis de Camagüey fue erigida el 10 de diciembre de 1912 mediante la bula Quae catholicae religioni del papa Pío X, obteniendo el territorio de la arquidiócesis de Santiago de Cuba, de la cual fue originariamente sufragánea.
El 30 de junio de 1954, mediante la carta apostólica Eadem ratione, el papa Pío XII proclamó a san Pío X y a la beata María Virgen de la Purificación como patrona principal de la diócesis.
El 2 de febrero de 1996 cedió una porción de su territorio para la erección de la diócesis de Ciego de Ávila mediante la bula Universale Ecclesiae del papa Juan Pablo II.
El 5 de diciembre de 1998 fue elevada al rango de arquidiócesis metropolitana mediante la bula Maiori spirituali del papa Juan Pablo II. El 6 de marzo se llevó a cabo la institución de la arquidiócesis en la catedral, con una misa concelebrada por el nuevo arzobispo, Rodríguez Herrera, el nuncio apostólico en Cuba, Beniamino Stella, el cardenal Jaime Ortega Alamino, y todos los obispos del país. 

## Estadísticas
Según el Anuario Pontificio 2022 la arquidiócesis tenía a fines de 2021 un total de 520 200 fieles bautizados.
| Año                                                                             | Población            | Población | Población      | Sacerdotes | Sacerdotes    | Sacerdotes    | Bautizados por sacerdote | Diáconos permanentes | Religiosos | Religiosos | Parroquias |
| Año                                                                             | Bautizados católicos | Total     | % de católicos | Total      | Clero secular | Clero regular | Bautizados por sacerdote | Diáconos permanentes | Varones    | Mujeres    | Parroquias |
| ------------------------------------------------------------------------------- | -------------------- | --------- | -------------- | ---------- | ------------- | ------------- | ------------------------ | -------------------- | ---------- | ---------- | ---------- |
| 1950                                                                            | 520 000              | 530 000   | 98.1           | 53         | 21            | 32            | 9811                     |                      | 70         | 207        | 17         |
| 1959                                                                            | 600 000              | 630 000   | 95.2           | 70         | 34            | 36            | 8571                     |                      | 70         | 250        | 18         |
| 1966                                                                            | 590 000              | 700 000   | 84.3           | 23         | 15            | 8             | 25 652                   |                      | 4          | 3          | 17         |
| 1970                                                                            | 666 301              | 832 877   | 80.0           | 14         | 6             | 8             | 47 592                   |                      | 8          | 3          | 17         |
| 1976                                                                            | 384 200              | 863 400   | 44.5           | 19         | 14            | 5             | 20 221                   |                      | 5          | 4          | 17         |
| 1980                                                                            | 380 000              | 863 400   | 44.0           | 23         | 17            | 6             | 16 521                   |                      | 6          | 5          | 17         |
| 1990                                                                            | 501 000              | 1 169 000 | 42.9           | 23         | 19            | 4             | 21 782                   | 1                    | 4          | 26         | 17         |
| 1995                                                                            | 529 000              | 1 408 000 | 37.6           | 24         | 19            | 5             | 22 041                   | 8                    | 8          | 38         | 17         |
| 2000                                                                            | 529 000              | 808 000   | 65.5           | 22         | 14            | 8             | 24 045                   | 5                    | 12         | 35         | 13         |
| 2001                                                                            | 535 000              | 858 351   | 62.3           | 25         | 16            | 9             | 21 400                   | 5                    | 13         | 39         | 13         |
| 2002                                                                            | 541 000              | 858 351   | 63.0           | 28         | 18            | 10            | 19 321                   | 5                    | 14         | 40         | 14         |
| 2003                                                                            | 545 000              | 863 000   | 63.2           | 29         | 19            | 10            | 18 793                   | 10                   | 14         | 39         | 13         |
| 2004                                                                            | 542 064              | 858 351   | 63.2           | 32         | 20            | 12            | 16 939                   | 10                   | 16         | 41         | 14         |
| 2006                                                                            | 544 000              | 861 372   | 63.2           | 27         | 20            | 7             | 20 148                   | 10                   | 13         | 40         | 14         |
| 2013                                                                            | 540 400              | 852 292   | 63.4           | 30         | 21            | 9             | 18 013                   | 12                   | 13         | 43         | 15         |
| 2016                                                                            | 537 533              | 846 321   | 63.5           | 29         | 19            | 10            | 18 535                   | 12                   | 14         | 39         | 15         |
| 2019                                                                            | 533 190              | 839 490   | 63.5           | 31         | 22            | 9             | 17 199                   | 14                   | 13         | 40         | 15         |
| 2021                                                                            | 520 200              | 818 948   | 63.5           | 27         | 21            | 6             | 19 266                   | 14                   | 9          | 43         | 15         |
| Fuente: Catholic-Hierarchy, que a su vez toma los datos del Anuario Pontificio. |                      |           |                |            |               |               |                          |                      |            |            |            |

## Episcopologio

### Obispos de Camagüey
- Valentín de la Asunción Zubizarreta y Unamunsaga (Manuel), O.C.D. † (25 de mayo de 1914-24 de febrero de 1922 nombrado obispo de Cienfuegos)
- Enrique Pérez Serantes † (24 de febrero de 1922-11 de diciembre de 1948 nombrado arzobispo de Santiago de Cuba)
- Carlos Riu Anglés † (11 de diciembre de 1948-10 de septiembre de 1964 renunció[nota 1])
- Adolfo Rodríguez Herrera † (10 de septiembre de 1964-5 de diciembre de 1998 elevado a arzobispo)

### Arzobispos de Camagüey
- Adolfo Rodríguez Herrera † (5 de diciembre de 1998-10 de junio de 2002 retirado)
- Juan de la Caridad García Rodríguez (10 de junio de 2002-26 de abril de 2016 nombrado arzobispo de San Cristóbal de La Habana)
- Wilfredo Pino Estévez, desde el 6 de diciembre de 2016